# Conflicte cognoscitiu
El conflicte cognoscitiu és el xoc entre un aprenentatge i els anteriors sabers quan no es pot integrar correctament la nova adquisició, sigui per falta de referències d'ancoratge, sigui perquè contradiu l'esquema mental general. Davant el conflicte, la persona pot adoptar diferents postures:
- rebutjar el nou concepte per no vàlid, de manera que es reforça l'esquema anterior
- ignorar el nou concepte per manca de comprensió
- incorporar l'element nou de forma aïllada (no es produeix aprenentatge significatiu)
- integrar l'element en l'esquema anterior, modificant-lo

Els prejudicis i experiències anteriors afavoreixen les primeres postures, tendents a ignorar el concepte o rebutjar-lo, ja que per a l'homeòstasi és més còmode no alterar la mentalitat. Tanmateix, si les proves fan trontollar l'esquema previ, el subjecte es veu obligat a acceptar el nou aprenentatge i a canviar la manera de pensar. Segons el grau de centralitat de la descoberta, es veu alterada una part del pensament o tota l'estructura conceptual, produint-se un nou reequilibri.